# Ludiano
Ludiano es una comuna suiza del cantón del Tesino, situada en el distrito de Blenio, círculo de Malvaglia. Limita al norte con la comuna de Acquarossa, al este con Malvaglia, al sur con Semione, y al oeste con Sobrio.